# Rysslands strategiska robotstridskrafter
Rysslands strategiska robotstridskrafter (Ракетные войска стратегического назначения, Raketnyje vojska strategitjeskogo naznatjenija) är en av komponenterna i den ryska federationens strategiska kärnstridskrafter. De andra är den ryska stillahavs- och norra flottans ubåtsbaserade kärnvapeninsatsstyrkor samt luft- och rymdförsvarsstridskrafternas kärnvapenkrafter. 

## Historia
Rysslands strategiska robotstridskrafter bildades vid Sovjetunionens sammanbrott 1990/1991. Ryssland ärvde då en enorm mängd kärnvapen och övertog även senare Ukrainas, Vitrysslands och Kazakstans kärnvapenarsenaler. 1990 bestod Rysslands totala strategiska arsenal av cirka 1 400 robotar med tiotusentals monterade kärnstridsspetsar. Från det tidiga 1990-talet och framåt skedde stora neddragningar av arsenalen och flera missilanläggningar har bantats bort. År 1997 startade man återigen upp produktionen av nya robotar, RT-2PM2 Topol-M, och producerar idag runt 10 nya robotar per år samtidigt som äldre modeller fasas ut. Från och med 2010 har RS-24 Jars samt RS-28 Sarmat till stor del ersatt produktionen av RT-2PM2 Topol-M. 

## Robotsystem i bruk
I april 2018 bestod den Ryska strategiska robotstridskraften av 559 robotar med sammanlagt ungefär 1 300 stridsspetsar. 
- R-36M Vojevoda (SS-18), 46 st, antal kärnstridsspetsar okänt (upp till 10 per robot i R-36M2 modifikation), (kommer att dras ur tjänst år 2022)
- UR-100N (SS-19), 70 st, 420 kärnstridsspetsar
- RT-2PM Topol (SS-25), 171 st, 171 kärnstridsspetsar
- RT-2PM2 Topol-M (SS-27), 123 st, 123 kärnstridsspetsar
- RS-24 Jars (SS-29), 149 st, 596 kärnstridsspetsar

## Galleri

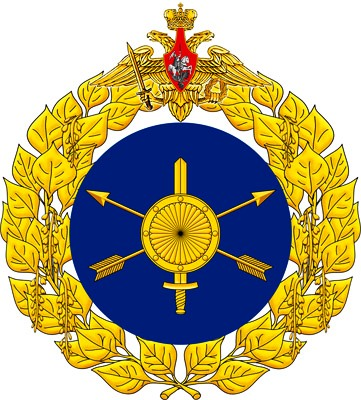
De ryska strategiska robotstridskrafters stora emblem.
De ryska strategiska robotstridskrafters medelstora emblem.
Ryska strategiska robotstridskrafternas flagga.